# Vladimir Oravsky
Vladimir Oravsky, né en Tchécoslovaquie le 22 janvier 1947, est un réalisateur de films et dramaturge suédois.
Il écrit en suédois, anglais, danois, slovaque et tchèque. Vladimir Oravsky et Kurt Peter Larsen ont obtenu le premier prix au concours mondial de théâtre 2006, organisé par l'International Playwrights’ Forum, The International Theatre Institute (ITI) et l'Association internationale du théâtre pour l’enfance et la jeunesse (ASSITEJ) avec leur pièce Aaahr !!!